# メイヘムガールズ
『メイヘムガールズ』は、2022年11月25日に公開された日本映画。監督は藤田真一、主演は長編映画初主演となる吉田美月喜。
感染症の拡大によって、文化祭や体育祭など学生時代の青春のイベントが次々と中止になり、制限だらけの毎日にストレスを抱える女子高生たちが突如超能力に目覚める。そして、手に入れた超能力により、息の詰まる日常がサスペンスと恋に満ちた非日常に変わってゆく様を描く。

## キャスト

### 主要人物
山﨑瑞穂
演 - 吉田美月喜
文化祭中止が発表された日、突如念動力を身につける。
大森あかね
演 - 井頭愛海
瞬間移動の能力を持つ。
悪の道にはまりそうになる瑞穂と超能力バトルを繰り広げる。
岡本環
演 - 神谷天音
テレパスの能力を持つ。瑞穂を密かに想っている。
ケイ
演 - 菊地姫奈
ネット世界を自在に飛び回る。クールでミステリアスな雰囲気。

### 瑞穂たちの通う学校
三苫健三
演 - カンニング竹山
教師。
小松美希　　
演 - 内田奈那
生徒。
沢口美穂　　
演 - 三和万亜子
生徒。
坂本海　　
演 - 畑中有里
生徒。
市川ひまり
演 - ゴーシュ凛
生徒。
太田靖子
演 - 乃上桃音
生徒。
猿田えり　
演 - 舞沢萌愛未
生徒。
北條夏菜
演 - 中野恵那
生徒。
大谷さち　
演 - 苺瑚
生徒。

### 瑞穂の家族・関係者
山﨑美恵子　　
演 - 生稲晃子
瑞穂の母親。
山﨑尚人
演 - 大浦龍宇一
瑞穂の父親。
鈴木祐介
演 - 木戸大聖
瑞穂の元家庭教師。

### その他
Youtuber・あいぽん　　
演 - あいだあい

## スタッフ
- 監督 - 藤田真一
- 脚本 - なかやまえりか、藤田真一
- 撮影 - 中澤正行
- 照明 - 木村公義
- 録音 - 西岡正巳
- スタイリスト - 池田友紀
- 衣装 - 岡安杏、高岩来実
- ヘアメイク - 岩橋奈都子
- ワイヤーコーディネート - 下村勇二
- 音響効果 - 柴崎憲治
- 音楽 - カワイヒデヒロ、岡出莉菜、安本健人、大下一樹
- 助監督 - 小原直樹
- コプロデューサー - 安藤光造、丸山弘太郎
- キャスティング - 岩瀬恵美子
- 協力 - 吉田正樹、高野智行
- 企画・制作 - アーティット
- 配給 - アルバトロス・フィルム